# Amber Heard
Amber Laura Heard (ur. 22 kwietnia 1986 w Austin) – amerykańska aktorka filmowa i telewizyjna.

## Życiorys

### Wczesne lata
Urodziła się i dorastała w Austin w Teksasie, jako córka Patricii Paige (z domu Parsons), badaczki internetu, i Davida Clintona Hearda, dostawcy. Wychowywała się z siostrą Whitney. Uczęszczała do katolickiej szkoły St. Michael’s Catholic Academy w Austin. Porzuciła szkołę średnią w wieku 17 lat, ostatecznie zdobywając dyplom na kursie korespondencyjnym.
Dużym emocjonalnym przeżyciem (miała wtedy 16 lat) była dla niej śmierć w wypadku samochodowym jej najlepszej przyjaciółki. Krótko po tym wydarzeniu jej chłopak zapoznał ją z dziełami pisarki i filozofki, Ayn Rand, o której mówiła: „Przeczytałam wszystkie jej książki, od tego czasu mam obsesję na punkcie jej ideałów. Wszystko, czego kiedykolwiek potrzebowałam, to siebie samej”. Była wychowana w wierze katolickiej, jednak później stała się ateistką.

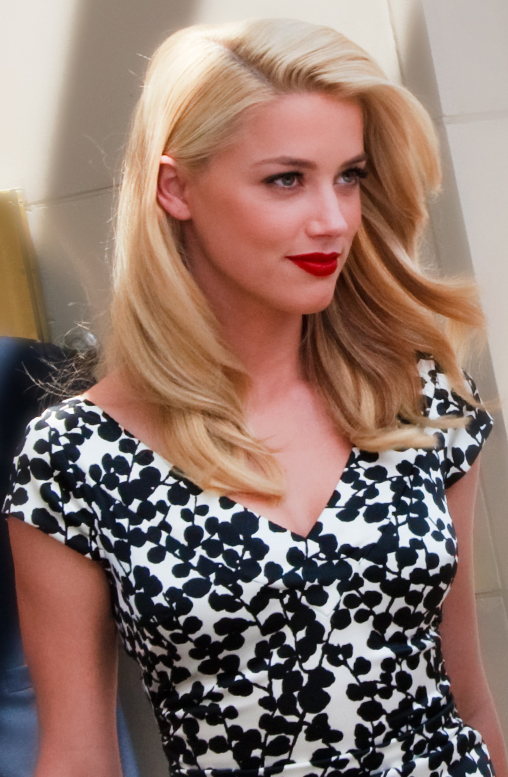
Amber Heard na Festiwalu Filmowym w Toronto (2009)

### Kariera
Po porzuceniu szkoły średniej rozpoczęła karierę w modelingu w Nowym Jorku i Miami. Następnie przeniosła się do Los Angeles, gdzie została aktorką.
Pojawiła się w teledyskach Kenny Chesneya „There Goes My Life” (2003) i Eisley „I Wasn’t Prepared” (2005). Wystąpiła w serialach nadawanych przez stacje CW: Jack i Bobby (2004) z Mattem Longiem i Loganem Lermanem oraz The Mountain (2004) z Oliverem Hudsonem, Ansonem Mountem i Pennem Badgleyem. W serialu FOX Życie na fali (The O.C., 2005) wystąpiła jako ekspedientka. W serialu Tajemnice Palm Springs (Hidden Palms, 2007) nadawanym przez stację CW, wcieliła się w Gretę Matthews.
Zagrała tytułową bohaterkę Mandy Lane w filmie Wszyscy kochają Mandy Lane (All the Boys Love Mandy Lane, 2006). Film ten zadebiutował w Toronto na międzynarodowym festiwalu filmów w 2006. Przełomem w karierze była rola w Po prostu walcz!.
W 2009 Amber wystąpiła w filmie Ojczym (The Stepfather) u boku Penna Badgleya i Zombieland, a także w Niedościgli Jonesonowie u boku Demi Moore. Rok później została współproducentką filmu Oddział, w którym również wystąpiła. W 2011 roku zagrała w filmie Piekielna zemsta z Nicolasem Cage’em oraz w Dzienniku zakrapianym rumem wraz z Johnnym Deppem.
Za kreację Mery, wojowniczki Atlantis, która była wychowywana przez królową Atlantydy Atlannę (Nicole Kidman) w sensacyjnym filmie przygodowym fantasy Jamesa Wana Aquaman (2018) zdobyła nominację do MTV Movie Award za „Najlepszy pocałunek” z Jasonem Momoą (jako Arthurem Curry’m/Aquamanem).

## Życie prywatne
W latach 2004–2005 spotykała się z meksykańskim reżyserem filmowym Alejandro Gómez Monteverde (m.in. Bella). W latach 2005–2006 związana była z aktorem Valentino Lanúsem. W latach 2006–2007 romansowała z aktorem Markiem Wystrachem. Spotykała się także z Crispinem Gloverem (2007), Austinem Nicholsem (2007) i Seanem Farisem (2007-2008).
Podczas 25. rocznicy GLAAD, Amber Heard oficjalnie przyznała, że jest biseksualna. Na uroczystości pojawiła się ze swoją partnerką Tasyą van Ree, z którą była związana od 2008 roku. Amber przyznała, że to w dużej mierze dzięki organizacji postanowiła wyjść z szafy. O swojej seksualności powiedziała: Nie określam siebie w taki, czy inny sposób – miałam udane związki z mężczyznami, a teraz z kobietą. Kocham kogo kocham, jest to osoba, która coś dla mnie znaczy. W 2011 roku rozstała się z Tasyą van Ree.
W styczniu 2012 związała się z Johnnym Deppem, którego poznała na planie filmu Dziennik zakrapiany rumem. Para zaręczyła się w wigilię Bożego Narodzenia. 3 lutego 2015 roku, Amber Heard poślubiła aktora podczas prywatnej ceremonii. Małżeństwo zakończyło się 16 sierpnia 2016, kiedy to para oficjalnie uzyskała rozwód. Niedługo potem w mediach pojawiły się doniesienia o jej związku z Elonem Muskiem, z którym rozstała się w sierpniu 2017 roku.

## Filmografia

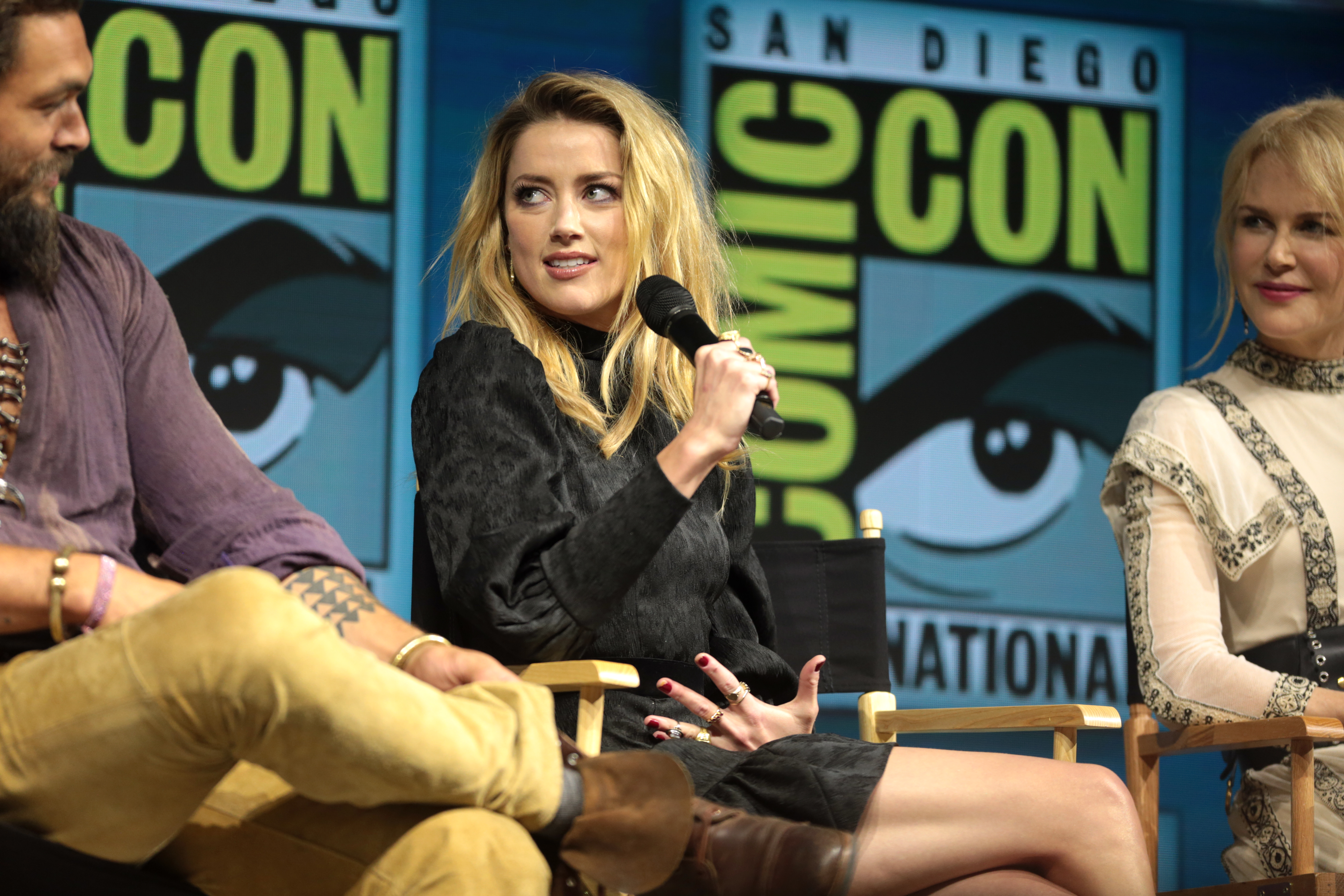
Heard przemawia na San Diego Comic-Con (2018)

### Filmy
- Światła stadionów (Friday Night Lights, 2004) jako Maria
- sideFX (2005) jako Shay
- Śmiertelnie seksowna (Drop Dead Sexy, 2005) jako Candy
- Daleka północ (North Country, 2005) jako młoda Josey
- Price to Pay (2006) jako Trish
- Alpha Dog (2006) jako Alma
- You Are Here (2006) jako Amber
- Wszyscy kochają Mandy Lane (All the Boys Love Mandy Lane, 2006) jako Mandy Lane
- Day 73 with Sarah (2007) jako Mary
- Boski chillout (Pineapple Express, 2008) jako Angie Anderson
- Informers (The Informers, 2008) jako Christie
- Po prostu walcz! (Never Back Down, 2008) jako Baja Miller
- Ojczym (The Stepfather, 2009) jako Kelly Porter
- Zombieland (2009) jako sąsiadka spod 406
- Niedościgli Jonesonowie (The Joneses, 2009) jako Jenn
- I zapadła ciemność (And Soon the Darkness, 2010) jako Stephanie
- Oddział (The Ward, 2010) jako Kristen
- Piekielna zemsta (Drive Angry 3D, 2011) jako Piper
- Dziennik zakrapiany rumem (The Rum Diary, 2011) jako Chenault
- Paranoja (Paranoia, 2013) jako Emma Jennings
- Maczeta zabija (Machete Kills, 2013) jako Blanca Vasquez
- 72 godziny (3 Days to Kill, 2014) jako Vivi Delay
- Magic Mike XXL (2015) jako Zoe
- Dziewczyna z portretu (The Danish Girl, 2015) jako Ulla
- Małżeństwo na czas określony (2017) jako Fanny
- Liga Sprawiedliwości (Justice League, 2017) jako Mera
- Her Smell (2018) jako Zelda E. Zekiel
- London Fields (2018) jako Nicola Six
- Aquaman (2018) jako Mera
- Gully (2019) jako Joyce
- Liga Sprawiedliwości Zacka Snydera (Zack Snyder’s Justice League, 2021) jako Mera

### Seriale
- Jack & Bobby (2004) jako Liz
- The Mountain (2004) jako Riley
- Życie na fali (The O.C., 2005) jako sprzedawczyni
- Zabójcze umysły (Criminal Minds, 2006) jako Lila Archer
- Tajemnice Palm Springs (Hidden Palms, 2007) jako Greta Matthews
- The Playboy Club (2011) jako Maureen
- Bastion (The Stand, 2020–2021) jako Nadine Cross